# Colão
Colão (em latim: Colo) foi um nobre danês do século I, ativo durante o reinado do rei Frodo III. Aparece apenas nos Feitos dos Danos de Saxão Gramático.

## Vida
Colão era um nobre, esposo de Gotuara, irmão de Vestmaro e pai de três filhos, cujo comportamento se deteriorou ao chegarem na adolescência por seu sangue quente e suas práticas degeneradas. Quando o rei Fridlevo I faleceu e seu filho de 7 anos Frodo III o sucedeu, Colão foi um dos nobres escolhidos para supervisionar o jovem. Depois, participou na embaixada à corte dos hunos que tinha como missão obter o consentimento ao casamento da princesa Hanunda com Frodo. A embaixada foi recebida com 3 dias de celebrações e no terceiro, Vestmaro fez a proposta, mas Frodo foi desdenhado.
Sua esposa ordenou que ele, Vestmaro e os filhos deles se aproximassem do rei em armas para exigir a princesa, e caso se recusasse desafiariam os hunos ao combate. Vestmaro entrou na corte com soldados armados e ameaçou o rei, que disse que deixaria, como era costume, que a princesa escolhesse. Gotuara havia dado uma poção afrodisíaca para ela, e Hanunda aceitou o compromisso. Anos depois, quando os noruegueses Érico, o Eloquente e seu meio-irmão Rolero chegaram na Dinamarca, foi enforcado por ordens de Frodo, pois Érico, na corte real, propositalmente derrubou seu pretende ao rei no fogo do salão de recepções e alegou que foi Colão, então responsável pela recolha de presentes, que deixou o presente cair.